# Cerradomys
Cerradomys is een geslacht van knaagdieren uit de Oryzomyini dat voorkomt in de Cerrado, Caatinga en Gran Chaco van Midden-Brazilië tot Oost-Bolivia en Oost-Paraguay. Dit geslacht wordt traditioneel in Oryzomys geplaatst, maar in 2006 werd de groep als een nieuw geslacht beschreven. Soms wordt ook Sooretamys angouya in de groep geplaatst, maar die is waarschijnlijk niet nauw verwant. Cerradomys behoort tot een grote groep ("Clade D") van in open vegetatie of water levende Oryzomyini en is daarbinnen het nauwst verwant aan een groep van onder andere Aegialomys, Nectomys en Sigmodontomys.

## Kenmerken
De rugvacht is bruinachtig, de buikvacht grijsachtig. De oren zijn klein. De staart is relatief lang. Op de achtervoeten zijn kroontjes van haren aanwezig bij de basis van de klauwen.

## Indeling
Niet alleen buiten, maar ook binnen de groep is de classificatie onduidelijk. Tot 2002 werd alles in de ene soort (toen nog) Oryzomys subflavus geplaatst, maar sindsdien zijn er vier nieuwe soorten beschreven en waarschijnlijk bestaat er nog een aantal andere. Sommige hiervan (zoals C. andersoni) zijn echter mogelijk geen geldige soorten.
Dit geslacht omvat de volgende soorten:
- Cerradomys akroai
- Cerradomys goytaca
- Cerradomys langguthi
- Cerradomys maracajuensis
- Cerradomys marinhus
- Cerradomys scotti
- Cerradomys subflavus
- Cerradomys vivoi

Aegialomys · Amphinectomys · Cerradomys · Drymoreomys · Eremoryzomys · Euryoryzomys · Handleyomys · Holochilus · Hylaeamys · Lundomys · Megalomys · Megaoryzomys · Melanomys · Microakodontomys · Microryzomys · Mindomys · Neacomys · Nectomys · Nephelomys · Nesoryzomys · Noronhomys · Oecomys · Oligoryzomys · Oreoryzomys · Oryzomys · Pattonimus · Pennatomys † · Pseudoryzomys · Scolomys · Sigmodontomys · Sooretamys · Tanyuromys · Transandinomys · Zygodontomys